# Nová Lesná
Nová Lesná (Hongaars: Alsóerdőfalva, Duits: Neuwalddorf) is een Slowaakse gemeente in de regio Prešov, en maakt deel uit van het district Poprad.
Nová Lesná telt 1.563 inwoners.